# Joan Tomás Campasol
Joan Tomás Campasol (Gerona, España, 17 de mayo de 1985), conocido como Joan Tomás, es un futbolista español. Juega como mediapunta y su club actual es el Persija Jakarta.

## Clubes[2]
| Club          | País      | Año     | Part. | Goles |
| ------------- | --------- | ------- | ----- | ----- |
| Espanyol B    | España    | 2002-03 | 1     | 0     |
| Espanyol B    | España    | 2003-04 | 16    | 1     |
| Espanyol B    | España    | 2004-05 | 34    | 10    |
| Lleida        | España    | 2006-07 | 28    | 3     |
| Alicante      | España    | 2007-08 | 45    | 12    |
| Villarreal B  | España    | 2008-09 | 40    | 20    |
| Villarreal    | España    | 2008-09 | 1     | 0     |
| Villarreal B  | España    | 2009-10 | 33    | 7     |
| Celta de Vigo | España    | 2010-11 | 27    | 5     |
| Celta de Vigo | España    | 2011-12 | 41    | 6     |
| Celta de Vigo | España    | 2012-13 | 5     | 0     |
| AEK Larnaca   | Chipre    | 2012-13 | 19    | 6     |
| AEK Larnaca   | Chipre    | 2013-14 | 35    | 10    |
| AEK Larnaca   | Chipre    | 2014-15 | 36    | 9     |
| AEK Larnaca   | Chipre    | 2015-16 | 37    | 10    |
| AEK Larnaca   | Chipre    | 2016-17 | 27    | 4     |
| AEK Larnaca   | Chipre    | 2017-18 | 41    | 8     |
| AEK Larnaca   | Chipre    | 2018-19 | 14    | 1     |
| Pas Lamia     | Grecia    | 2018-19 | 19    | 3     |
| Pas Lamia     | Grecia    | 2019-20 | 0     | 0     |
| Persija       | Indonesia | 2019-20 | 13    | 1     |
| ASIL Lysi     | Chipre    | 2020-21 | 2     | 2     |

## Palmarés

### Torneos internacionales
| Título         | Equipo              | Sede  | Año  |
| -------------- | ------------------- | ----- | ---- |
| Europeo sub-19 | Selección de España | Suiza | 2004 |